# 한국국제농업개발학회
한국국제농업개발학회(The Korean Society of International Agriculture)는 한반도 및 국제 농업개발에 관한 연구와 기술 교류 및 정보교환을 증진하고 회원 상호간의 친목을 도모함을 목적으로 설립된 대한민국의 학술단체이다. 사무실은 전북특별자치도 전주시 완산구 농생명로 300 (중동)에 있다.

## 주요 사업
- 한반도 및 국제 농업개발 학술연구
- 학회지 발간 및 도서 출판
- 연구 발표회, 심포지엄, 강연회 등의 개최
- 남북농업교류협력 제반사업 및 정보교환
- 국내외 농업자원 실태조사 및 기술협력사업
- 국내외 영농정착에 관한 제반연구 및 정보교환
- 회원상호간 친목도모
- 기타 본회의 목적달성을 위하여 필요한 사업